# Federica Matta
Federica Matta (Neuilly-sur-Seine, 8 de julio de 1955) es una pintora, muaralista, escultora y escritora chilena-francesa.

## Biografía
Hija del pintor chileno Roberto Matta y de Malitte Pope, es hermana de los también artistas Gordon Matta-Clark y Ramuntcho Matta; tiene tres hijos —Max, Félix y Théodore— y vive y trabaja en París e Ibiza. 
Federica Matta ha realizado exposiciones tanto en Francia como a nivel internacional, y tiene una relación especial con Chile, la patria de su padre, donde ha realizado una serie de proyectos. 
Así, en colaboración con la arquitecta Ana María Rodríguez, realizó 22 esculturas en la plaza Brasil de Santiago que fueron inauguradas en 1993 y representan diversos temas de la identidad chilena, como, por ejemplo, Cordillera, banco-juego de 25 metros; Templo Tobogán, juego y banco de 5x5x5 m; Cerro Santa Lucía, escultura-juego de 5x15m; Volcán Tobogán, 5x5 m, etc. El Museo de la Solidaridad Salvador Allende la invitó a exponer su obra en 2001 y al año siguiente llevó la muestra al centro cultural de Viña del Mar. Realizó en 2004 otro proyecto de juegos infantiles para la escuela mapuche de Regolil en el sur de Chile, instaló 12 Flores mágicas en La Serena en 2006 y, junto con 20 artistas locales, pintó 14 murales en el metro de Quilpué en 2009.
Matta ha ilustrado libros y ha creado cuadernos de actividades creativas para niños, además de hacer numerosas obras de arte en lugares públicos.

## Exposiciones personales

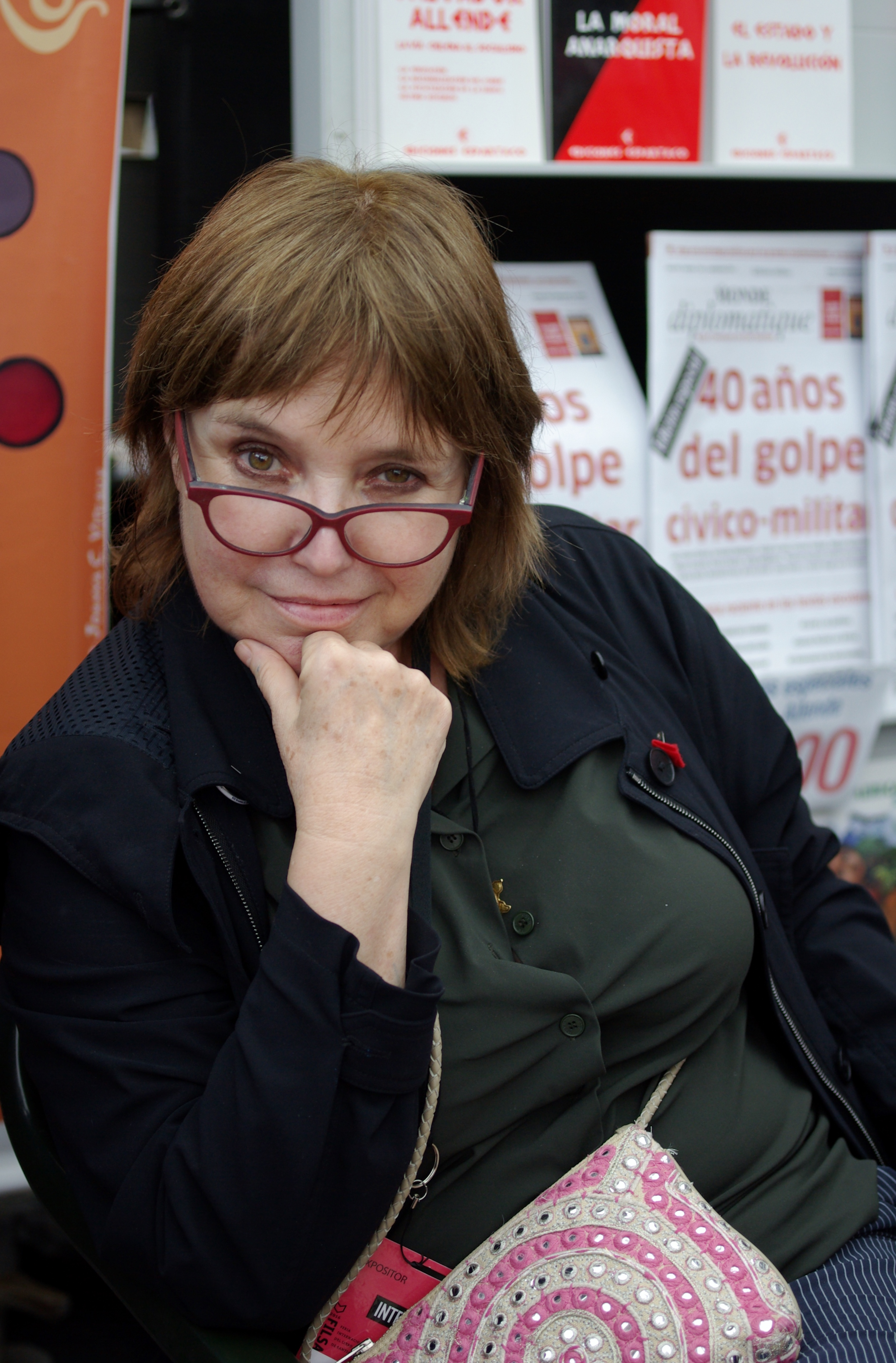
Federica Matta en la FILSA 2016

- Talismans de Joie: Bijoux, galería Cremniter-Laffanour, París, 1985
- Federica Matta, galería Cremniter-Laffanour, París, 1987
- Ciels–Espaces, Museo de Lectoure, Francia, 1991
- En Quête du Réel, galería Cremniter-Laffanour, París, 1991
- Federica Matta y Roberto Matta, galería Arte Actual, Santiago de Chile, 1991
- Jeux–Voyages, Federica Matta, galería Ariane Bomsel, París, 1994
- Brasil, galería Dionne, París, 1996
- Federica Matta: New Sculptures, galería Maxwell Davidson, Nueva York, 1999
- Le Voyage de la Sirène: Federica Matta a Anglet, Beatrix Enea & Villa Baroja, Anglet, 2000
- Les Voyages de la Sirène, dibujos preparatorios de la escultura Le Voyage de la Sirène, Mediateca de Saint-Nazaire, 2001
- Los Viajes de la Sirena, Museo de la Solidaridad Salvador Allende, Santiago de Chile, 2001
- Los Viajes de la Sirena, Centro Cultural de Viña del Mar, 2002
- Federica Matta, galería Theo Waddington, Bocaratón, Florida, 2003
- Tu Vois Ce Que Je Veux Dire?, Maison de l’Amérique Latine, París, 2004
- Le Festival de l’Eau, Trith-Saint-Léger, Francia, 2004
- Chaque Jour un Poème, galería Thessa Herold, Paris, 2005
- Roumi, Centro Cultural Iraní, París, 2005
- Kakemonos de Federica Matta, exposición en la Biblioteca de Santiago, Santiago de Chile, 2006
- Abaya, galería Thessa Herold, París, 2006
- Abaya, galería Thessa Herold, ARCO 2006, Madrid
- Rêve–Voyages, L(v)ivre, exposición con los alumnos de la provincia del Hérault, galería d’O, Montpellier, Francia, 2007
- Carnets de Voyages Extraordinaires, galería Café Français, Valérie Bach & Baudoin Lebon, Bruselas, Bélgica, 2007
- Tohu-Bohu, galería Samy Kinge, París, 2008
- Orage-Mirage: Les Perles des Dragon, exposición con los alumnos del colegio Arthur Rimbaud, Chapelle du Verbe Incarné, Aviñón, 2008
- Terremotos. Aún Creemos en los Sueños, Maison du Chili, París, 2010
- Federica Matta en Bédarieux, Maison des Arts de Bédarieux, Hérault, Francia, 2010
- Los Mundos Nómadas de Federica Matta para la base submarina de Burdeos, Francia, 2012
- Exposición de los dibujos originales tirados del kakemonos expuestos en las estaciones de Thouars y de Niort con ocasión del homenaje a Pablo Neruda, Deux-Sèvres, Francia, 2012
- Exposición de artes visuales, realizada a partir del libro El viaje de los imaginarios en 31 días, Biblioteca Municipal de La Serena, noviembre de 2016[4]

## Libros
- Le Journal d’Ève, Ed. Le Seuil, Paris, 1998
- Les Voyages de la sirène, con Jean-Claude Carrière, René de Ceccaty, Paul Haïm, Joan Simon, Catherine Dolto, Michel Cassé; Ed. Atlantica, Biarritz, 2000, versión en español con traducción de Cécile Yess al año siguiente en la misma editorial
- Les Enfants du soleil, con Scott Momaday, Ed. Le Seuil, Paris, 2003
- Rire, guérir: Des clowns qui guérissent, con Catherine Dolto, Ed. Seguier-Archimbaud, Paris, 2003
- Tu vois ce que je veux dire?, Ed. Le Seuil, Maison de l’Amérique Latine, Paris, 2004
- Sur les pas de Rûmi, con Nahal Tajadod, prefacio de Jean-Claude Carrière; Ed. Albin Michel, Paris, 2006
- El viaje de los imaginarios en 31 días, libro de actividades creativas, Editorial Aún Creemos en los Sueños, Santiago de Chile, 2016
- Caminando... El cuaderno de tus sueños, Editorial Aún Creemos en los Sueños / LOM Ediciones, Santiago de Chile, 2016